# Пошта (телесеріал)
«Пошта» — український телесеріал 2019 року знятий студією «Film.UA» на замовлення телеканалу «Україна». Прем'єра відбулася 2 вересня 2019 року на телеканалі «Україна».

## Синопсис
Головна героїня Олена пережила важке розлучення. Вона одружилась з чоловіком ще студенткою, народила доньку. 20 років ніде не працювала, але гарно водила машину. Також вона потрапила до неприємної кримінальної історії — збила автомобілем людину. Аби від цього втекти та десь заробляти гроші вона влаштувалася працювати на пошту водієм-експедитором. Вона стала колегою Андрія Довгополого — колишній МНС-ник і також розведений. Між ним почались романтичні відносини, але раз опікшись вони не поспішають до романтичних стосунків.
|  | «Допомагати людям можна в будь-якій ситуації, де б ти не знаходився — ця ідея стала головним посилом фільму. У кожній серії будуть історії звичайних людей, учасниками яких мимоволі стануть працівники пошти», — розповіла про новий проект шоуранер Юлія Міщенко. |

## У ролях
Головні
- Олена Михайличенко — Олена, експедиторка
- Артем Позняк — Андрій Довгополий, експедитор

Повторювані
- Валентина Вовченко-Барановська — Мілана
- Ярослав Шиндер — Артем
- Володимир Гончаров — Гена
- Олена Бондарєва-Рєпіна — Галина
- Петро Ніньовський — Гліб
- Роман Лук'янов — Сергій Перепелиця, майор
- Анастасія Нестеренко — Юля
- Сергій Хорольський — Михайло
- Марія Татарінова — Надія Кравченко
- Леонід Гончар — Вадим Попадюк, слідчий
- Ася Кисельова — Ніна
- Вікторія Юрчук — медсестра
- Іван Вороной — Дмитро
- Діана Горда — Лариса
- Маріанна Дружинець — Віра
- Софія Котлярова — Христина
- Таїсія Бойко — Інга, професор
- Андрій Садовський — адвокат Олени
- Євгенія Нечипоренко — Люда, адміністраторка
- Софія Соловйова — Ася
- Володимир Маркович — маніяк
- Інна Пюро

- Креативний продюсер: Юлія Міщенко
- Продюсери: Ірина Костюк, Анна Єлісєєва, Олена Канішевська, Сергій Демидов
- Автори сценарію: Марк Шпарбер, Тетяна Єрескіна, Ольга Артюх, Сергій та Наталя Шевченко, Інга Балицька, Ірина Феофанова, Леся Шовкун, Катерина Пекур, Антоніна Піховшек, Євген Біланюк та Павло Паштет-Белянський

## Виробництво
Серіал знімали з листопада 2018 по червень 2019 років на вулицях Києва і в передмісті, а також у павільйоні на Троєщині, де спеціально побудували поштовий офіс, де й відбуваються головні події та працюють головні герої — Олена та Андрій.

## Російське озвучення
Серіал було озвучено російським багатоголосим закадровим озвученням і озвучений українськими акторами на студії «Так Треба Продакшн» на замовлення телеканалу «FilmUADrama» у 2020 році. Ролі озвучували: Дмитро Терещук, Кирило Татарченко, Наталя Поліщук і Тетяна Руда.